# Michał Wilczewski
Michał Wilczewski vel Michał Janik pseud.: Uszka, Seret (ur. 4 listopada 1907 w Kurzelówce, zm. 14 lutego 1945 we Lwowie) – polski nauczyciel, oficer Wojska Polskiego II RP, Polskich Sił Zbrojnych na Zachodzie i Armii Krajowej, kapitan piechoty, cichociemny.

## Życiorys
Był synem Ludwika, posiadacza ziemskiego, i Zofii z domu Wacowskiej. Po ukończeniu IV Państwowego Seminarium Nauczycielskiego Męskiego w Czortkowie uzyskał maturę z prawem do nauczania w szkołach powszechnych. Był nauczycielem i rolnikiem. Mieszkał we wsi Cygany i uczył w szkołach powiatu borszczowskiego.
We wrześniu 1939 roku dowodził 2 kompanią I batalionu 54 pułku piechoty Strzelców Kresowych na terenie Lubelszczyzny. 18 listopada przekroczył granicę polsko-węgierską. Był internowany na Węgrzech do lutego 1940 roku. 2 marca dotarł do Francji, gdzie został przydzielony do 7 pułku piechoty na stanowisko zastępcy dowódcy kompanii. Po upadku Francji ewakuował się do Wielkiej Brytanii, gdzie służył jako zastępca dowódcy 7 kompanii 3 Batalionu 1 Brygady Strzelców.
Zgłosił się do służby w kraju. Po przeszkoleniu w dywersji został zaprzysiężony 4 marca 1943 roku w Oddziale VI Sztabu Naczelnego Wodza. Zrzutu dokonano w nocy z 18 na 19 października 1943 roku w ramach operacji „Oxygen 8” dowodzonej przez kpt. naw. Antoniego Freyera (zrzut na placówkę „Obrus” położoną w okolicy wsi Nieborów). Po aklimatyzacji w Warszawie dostał 1 grudnia przydział do Kedywu Obszaru Lwowskiego AK. Po przybyciu do Lwowa 10 grudnia, między 16 a 18 grudnia doprecyzowano jego przydział na szefa dywersji Okręgu Stanisławów AK. Organizował ośrodki Kedywu na terenie podległych mu inspektoratów, uczestniczył w 15 akcjach kolejowych, odebrał 4 zrzuty lotnicze z zaopatrzeniem dla AK. Od czerwca 1944 roku był dowódcą Oddziału Specjalnego Dywersyjno-Dyspozycyjnego przy 40 pułku piechoty AK. Około 24 czerwca 1944 roku dowodził śmiałym rajdem oddziału 36 partyzantów, o długości ok. 140 km, przez tereny całkowicie opanowane przez UPA, w celu zademonstrowania obecności polskich sił niepodległościowych na terenie. Doszło do szeregu potyczek z Niemcami i Ukraińcami.
W związku ze zbliżaniem się Armii Czerwonej jego oddział został rozwiązany. Po wkroczeniu wojsk radzieckich do Lwowa Wilczewski kontynuował działalność w konspiracji. Utrzymywał kontakty z dowództwem AK i NIE. Popełnił samobójstwo przy próbie jego aresztowania przez NKWD. Jego miejsce spoczynku nie jest znane.

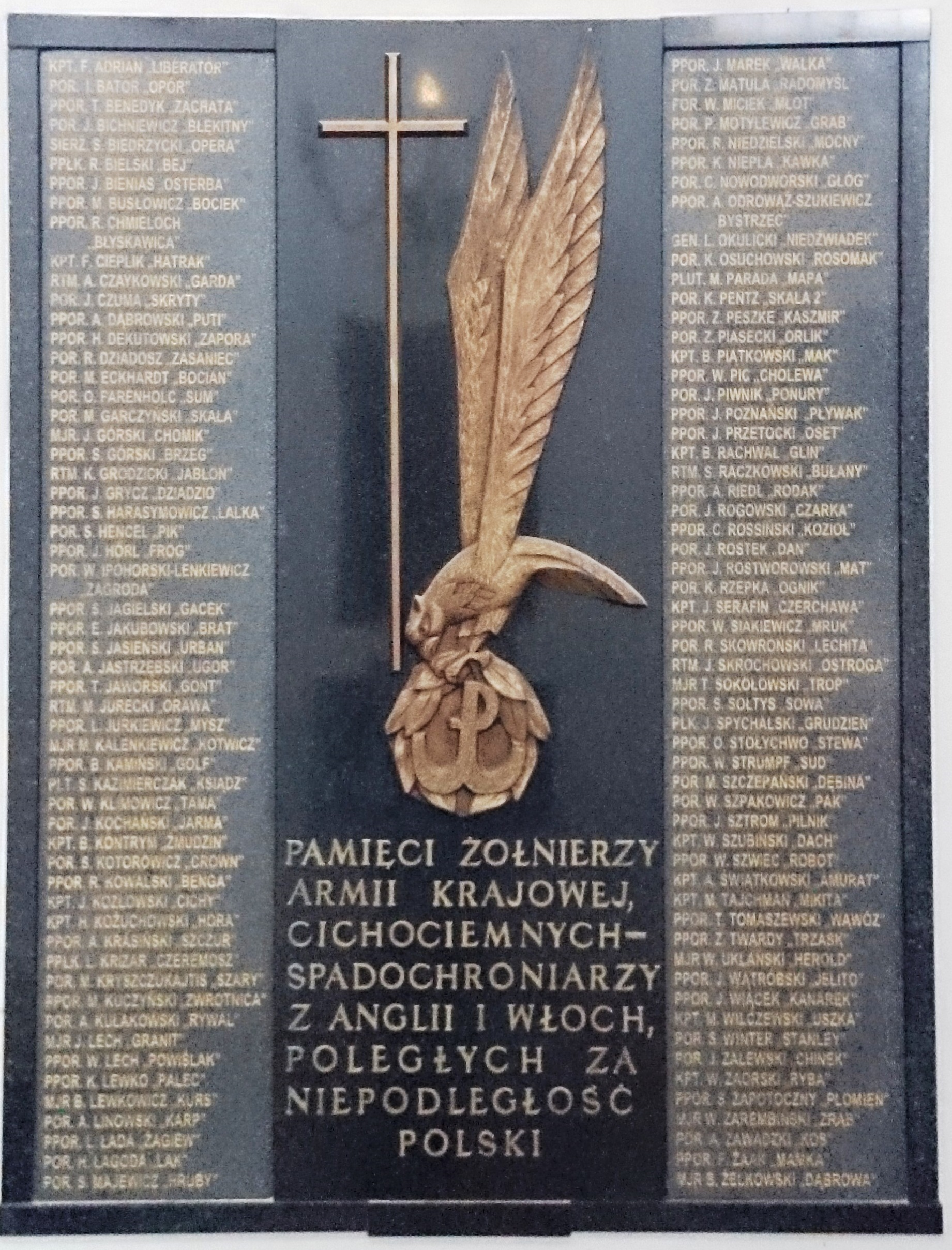
Tablica w kościele św. Jacka w Warszawie, upamiętniająca poległych cichociemnych, w tym Michała Wilczewskiego

## Awanse
- podporucznik – ze starszeństwem z dniem 1 stycznia 1932 i 2000. lokatą w korpusie oficerów rezerwy piechoty[2]
- porucznik – ze starszeństwem z dniem 1 stycznia 1936 i 424. lokatą w korpusie oficerów rezerwy piechoty[2]
- kapitan – 15 stycznia 1944 roku ze starszeństwem z dniem 19 października 1943 roku.

## Odznaczenia
- Krzyż Walecznych – czterokrotnie
- Medal Wojska.

## Upamiętnienie
W lewej nawie kościoła św. Jacka przy ul. Freta w Warszawie odsłonięto w 1980 roku tablicę Pamięci żołnierzy Armii Krajowej, cichociemnych – spadochroniarzy z Anglii i Włoch, poległych za niepodległość Polski. Wśród wymienionych 110 poległych cichociemnych jest Michał Wilczewski.